# Кізімов Юрій Іванович
Ю́рій Іва́нович Кізі́мов (нар. 29 травня 1946, Посьєт, Приморський край, СРСР — пом. 20 січня 2024.) — художник декоративно-прикладного мистецтва, графік.
Член Національної спілки художників України з 1989 року.

## Біографія
Народився 29 травня 1946 року, селище Посьєт Хасанського району Приморського краю.
1973 р. закінчив Московський технологічний інститут, відділення художнього оформлення тканин та виробів
з них.
Педагоги: професор Є. К. Коваленко, Ф. І. Бельський, М. М. Золотарьов.
Учасник обласних виставок з 1973 року, республіканських виставок — з 1978 року, всесоюзних виставок у м. Москві — 1978 р., 1980 р., 1982 р.
Персональні виставки:
- м. Тульчин — 2000 р., Національний історичний музей,
- м. Київ — 2001 р.,
- м. Вінниця — 2003 р.

Працював у галузі гобелену, декоративного розпису та графіки. Твори зберігаються у Вінницькому обласному художньому музеї; Шаргородській картинній галереї; Музеї книги, м. Тульчин, у вітчизняних та зарубіжних приватних колекціях.
Почесний гість ВНТУ

## Твори
Основні твори: гобелени — «Місто над Бугом» (1985), «Свято врожаю» (1987), «Шаргород — земля Подільська» (1990), «Квітне земля» (1995).